# Böhmerwald-Volksbote
Der Böhmerwald-Volksbote (mit dem Nebentitel Sozialdemokratisches Organ für Südböhmen) war eine österreichische sozialdemokratische Wochenzeitung, die das erste Mal im Jahr 1909 und das letzte Mal 1919 in Linz und Krumau erschien. Die Vorgängerzeitung des Böhmerwald-Volksboten war der Böhmerwaldbote.